# Echiniscus lichenorum
Echiniscus lichenorum är en djurart som tillhör fylumet trögkrypare, och som beskrevs av Walter Maucci 1983. Echiniscus lichenorum ingår i släktet Echiniscus och familjen Echiniscidae. Inga underarter finns listade i Catalogue of Life.